# Elsmore
Elsmore è un centro abitato (city) degli Stati Uniti d'America, situato nella Contea di Allen, nello Stato del Kansas. In una stima del 2006 la popolazione era di 68 abitanti. L'insediamento è stato fondato nel 1909.

## Geografia fisica
Secondo i rilevamenti dell'United States Census Bureau, la località di Elsmore si estende su una superficie di 0,4 km², tutti occupati da terre.

## Popolazione
Secondo il censimento del 2000, a Elsmore vivevano 73 persone, ed erano presenti 21 gruppi familiari. La densità di popolazione era di 187,9 ab./km². Nel territorio comunale si trovavano 43 unità edificate. Per quanto riguarda la composizione etnica degli abitanti, il 95,89% era bianco, il 2,74% era nativo e l'1,37% apparteneva a due o più razze.
Per quanto riguarda la suddivisione della popolazione in fasce d'età, il 15,1% era al di sotto dei 18, l'8,2% fra i 18 e i 24, il 23,3% fra i 25 e i 44, il 23,3% fra i 45 e i 64, mentre infine il 30,1% era al di sopra dei 65 anni di età. L'età media della popolazione era di 52 anni. Per ogni 100 donne residenti vivevano 143,3 maschi.